# Laboratorio Marino Mote
Il Laboratorio Marino Mote è un acquario e laboratorio marino statunitense, istituito nel 1955 nella città di Sarasota, in Florida.